# Lijst van voetbalinterlands Mauritanië - Somalië
Deze lijst van voetbalinterlands is een overzicht van alle officiële voetbalwedstrijden tussen de nationale teams van Mauritanië en Somalië. De landen speelden tot op heden twee keer tegen elkaar. De eerste ontmoeting was een groepswedstrijd tijdens de Pan-Arabische Spelen 1985 op 7 augustus 1985 in Rabat (Marokko). Het laatste duel, een kwalificatiewedstrijd voor de Arab Nations Cup 2009, werd gespeeld op 27 december 2006 in Beiroet (Libanon).

## Wedstrijden
| № | Plaats  | Datum            | Competitie                         | Wedstrijd            | Uitslag |
| - | ------- | ---------------- | ---------------------------------- | -------------------- | ------- |
| 1 | Rabat   | 7 augustus 1985  | Pan-Arabische Spelen 1985          | Somalië − Mauritanië | 5 − 2   |
| 2 | Beiroet | 27 december 2006 | Arab Nations Cup 2009 kwalificatie | Somalië − Mauritanië | 2 − 8   |

## Samenvatting
| Competitie                    | Totaal gespeeld | Winst Mauritanië | Gelijk | Winst Somalië | Doelsaldo Mauritanië – Somalië |
| ----------------------------- | --------------- | ---------------- | ------ | ------------- | ------------------------------ |
| Pan-Arabische Spelen          | 1               | 0                | 0      | 1             | 2 − 5                          |
| Arab Nations Cup-kwalificatie | 1               | 1                | 0      | 0             | 8 − 2                          |
| Totaal                        | 5               | 0                | 2      | 3             | 10 − 7                         |

FFRIM · A-internationals · Mauritaans vrouwenelftal
1960 – 1969 · 
1970 – 1979 · 
1980 – 1989 · 
1990 – 1999 · 
2000 – 2009 · 
2010 – 2019 ·
2020 − 2029
Algerije ·
Angola ·
Bahrein ·
Benin ·
Botswana ·
Burkina Faso ·
Burundi ·
Canada ·
Centraal-Afrikaanse Republiek ·
Comoren ·
Congo-Brazzaville ·
Congo-Kinshasa ·
Equatoriaal-Guinea ·
Egypte ·
Ethiopië ·
Gabon ·
Gambia ·
Guinee ·
Guinee-Bissau ·
Irak ·
Ivoorkust ·
Jemen ·
Jordanië ·
Kaapverdië ·
Kameroen ·
Kenia ·
Lesotho ·
Libanon ·
Liberia ·
Libië ·
Madagaskar ·
Mali ·
Marokko ·
Mauritius ·
Mozambique ·
Niger ·
Oeganda ·
Oman ·
Palestina ·
Rwanda ·
Saoedi-Arabië ·
Senegal ·
Sierra Leone ·
Soedan ·
Somalië ·
Syrië ·
Tanzania ·
Togo ·
Tunesië ·
Verenigde Arabische Emiraten ·
Zambia ·
Zimbabwe ·
Zuid-Afrika ·
Zuid-Jemen ·
Zuid-Soedan
SFF · A-internationals
1970-1979 ·
1980-1989 ·
1990-1999 ·
2000-2009 ·
2010-2019 ·
2020-2029
1972 ·
1973 · 
1974 · 
1975 · 
1976 · 
1977 · 
1978 · 
1979 ·
1980 · 
1981 ·
1982 · 
1983 · 
1984 · 
1985 · 
1986 · 
1987 ·
1988 ·
1989 ·
1990 ·
1991 ·
1992 ·
1993 ·
1994 · 
1995 · 
1996 ·
1997 ·
1998 ·
1999 · 
2000 · 
2001 · 
2002 · 
2003 · 
2004 · 
2005 · 
2006 · 
2007 · 
2008 · 
2009 · 
2010 · 
2011 · 
2012 ·
2013 ·
2014 ·
2015 ·
2016 ·
2017 ·
2018 ·
2019 ·
2020 ·
2021 ·
2022 ·
2023
Algerije ·
Botswana ·
Burundi ·
China ·
Djibouti ·
Egypte ·
Eritrea ·
Ethiopië ·
Ghana ·
Guinee ·
Kameroen ·
Kenia ·
Libanon ·
Malawi ·
Marokko ·
Mauritanië ·
Mozambique ·
Niger ·
Oeganda ·
Oman ·
Rwanda ·
Sierra Leone ·
Soedan ·
Swaziland ·
Tanzania ·
Tunesië ·
Zambia ·
Zimbabwe ·
Zuid-Soedan